# Эммануил (Абу-Хатаб)
Епископ Эммануил (англ. Bishop Emmanuel, в миру Ризкалла Абу-Хатаб, англ. Rizkallah Abouhatab; 1 августа 1890, Дамаск, Сирия — 29 мая 1933, Бруклин, Нью-Йорк) — епископ Северо-Американской митрополии, епископ Бруклинский.

## Биография
Окончил церковную школу в Дамаске и Баламандскую духовную семинарию.
После рукоположения во иеродиакона с наречением имени Григорий был назначен секретарём митрополита Тарсского Александра (Тахана).
В 1904 года поступил в Киевскую духовную академию, которую окончил в 1908 годы.
В том же году, будучи в сане архидиакона, по приглашению епископа Бруклинского святителя Рафаила (Ававини) переехал в Америку и вошёл в состав Сиро-Арабской миссии Северо-Американской епархии Русской Православной Церкви. В 1909 году назначен клириком русской церкви в Буэнос-Айресе.
В 1917 году епископом Бруклинским Евфимием (Офейш), главной сиро-арабских приходов Американской епархии, был рукоположён в сан иеромонаха. Вскоре был возведён в достоинство архимандрита.
На протяжении многих лет нёс приходское служение в Канаде и являлся ближайшим единомышленником владыки Евфимия.
11 сентября 1927 года был хиротонисан во епископа Монреальского, викария для окормления арабских приходов Канады. Его рукоположение совершили архиепископ Бруклинский Евфимий (Офейш), епископ Чикагский Феофил (Пашковский) и епископ Виннипегский Арсений (Чаговцов).
После того, как архиепископ Евфимий (Офейш) неканоническим образом приступил к формированию независимой церковной структуры, получившей наименование «Американская Православная Кафолическая Церковь», епископ Эммануил, официально не порывая с Северо-Американской митрополией, поддержал новое начинание. При непосредственном участии епископа Эммануила состоялись хиротонии епископа Лос-Анджелесского Софрония (Бишара) и епископа Нью-Йоркского Иосифа (Жука).
В 1931 году он порвал с Евфимием (Офейш) и был определён епископом Бруклинским.
В это же время Патриарх Антиохийский Александр III стремился объединить разрозненные арабоязычные группы в новом свете под своей юрисдикцией, для чего вёл переговоры в том числе и с Северо-Американской митрополией. В результате митрополит Платон 10 марта 1933 году сообщил епископ Эммануилу о решении Архиерейского Собора Митрополии отпустить Бруклинскую епархию, так что все арабские православные приходы в Америке можно объединить под омофором Антиохийского Патриарха.
Скончался 29 мая 1933 года в Бруклине, не успев перейти в Антиохийский патриархат. Отпевание и похороны епископа Эммануила возглавил Митрополит Платон.